# 苏宏章
苏宏章（1959年5月—），男，辽宁沈阳人，中华人民共和国政治人物。辽宁大学哲学系哲学专业毕业，哲学学士学位，副教授。

## 生平
1976年8月参加工作，早年为沈阳市东陵区深井子公社知青，后任辽宁省农机技术鉴定站工作人员。1983年8月毕业于辽宁大学哲学系哲学专业，毕业后分配到辽宁省委直属机关工委，历任讲师团教员、助教、教研室主任、机关工委党校副校长。1985年加入中国共产党。1995年，任辽宁省黑山县副县长；1996年，调到中共辽宁省委宣传部工作，历任理论处处长、副部长；2000年，转任中共抚顺市委副书记。2002年3月，调任中共沈阳市委副书记。2011年10月，升任中共辽宁省委常委，次月兼任省委政法委书记。

### 落马
2016年4月6日，中纪委网站宣布苏宏章因涉嫌严重违纪，接受组织调查。苏宏章是中共十八大以来首个被查的省级政法委书记。据媒体报道，苏宏章落马后，从其家里搜出大额现金。苏宏章曾经向其“上级”赠送大额黄金制品，而这份厚礼与其升任辽宁省委常委有关。苏宏章晋升为中共辽宁省委常委前，仅为中共沈阳市委副书记。由市委副书记直接晋升为省委常委，在干部任用当中这一现象甚为鲜见。目前，这位上级领导已被中纪委通报，接受组织调查，并已被免去职务，据信为原中共辽宁省委书记王珉。
2016年7月25日，中纪委通报苏宏章被双开，移送司法机关。
2017年5月19日，哈尔滨市中级法院公开宣判苏宏章受贿、行贿一案，法庭认定他受贿1996.8万元，行贿110万元，判处其有期徒刑14年，並處罰金人民幣200萬元。